# Фотоклуб «Обрій»
Фотоклуб «Óбрій» — вінницька громадська організація, що має за мету сприяння розвитку та популяризації фотографії як виду образотворчого мистецтва.

## Історія
Фотоклуб «Обрій» утворився в 1974 році завдяки групі фотоаматорів, що мешкали у м. Вінниці та мріяли створити у своєму місті осередок любителів художньої фотографії. Ще до створення клубу фотолюбителі починали знайомитись між собою, та збирались для спілкування у центральному парку міста Вінниці. Створення фотоклубу, який тоді належав Профспілковій організації міста, дало можливість фотографам регулярно збиратись у спеціально відведеному для цього приміщенні та вести активну діяльність у своєму місті. Це організація фотовиставок, обмін фотографіями для виставок з іншими фотоклубами Радянського Союзу, проведення пленерів, семінарів, дискусій; здобування різноманітного фотографічного обладнання для потреб клубу. Був створений фотогурток для школярів.
Піонерами створення фотоклубу «Обрій» у Вінниці були Л. Гендлер, В. Кіхтенко, Г. Марценюк, В. Мисак, М. Поліщук, В. Смілянський, Р. Тихонов та інші. Незмінним головою клубу з моменту його створення і до самої своєї смерті був великий ентузіаст любительської фотографії Павло Олексійович Шпетний.
У 1987 році за активну участь у культурному житті міста та країни фотоклубу було присвоєно звання Народного. З 1993 року клуб підпорядковувася Творчій спілці «Фотомистецтво», та був її колективним членом. У 1996 році у зв'язку з реорганізацією Профспілкової системи фотоклуб було перетворено в самостійний творчий осередок та зареєстровано як неприбуткову громадську організацію «Вîнницький народний клуб фотомистецтва “Обрій”» із правовим статусом юридичної особи. Відтоді офіційно фотоклуб очолювала Ковальчук Лариса Павлівна. Великий внесок у діяльність клубу у цей час зробили Вадим Андрійович Козловський та Олександр Борисович Юдін, які займались організацією виставок, пленерів, конкурсів тощо. У грудні 2011 року Головою фотоклубу обрано Волощука Олега Борисовича. У 2012 році загальними Зборами клубу було затверджено Нову редакцію Статуту організації та проведено низку заходів по оновленню документообігу у фотоклубі.

## Основна інформація

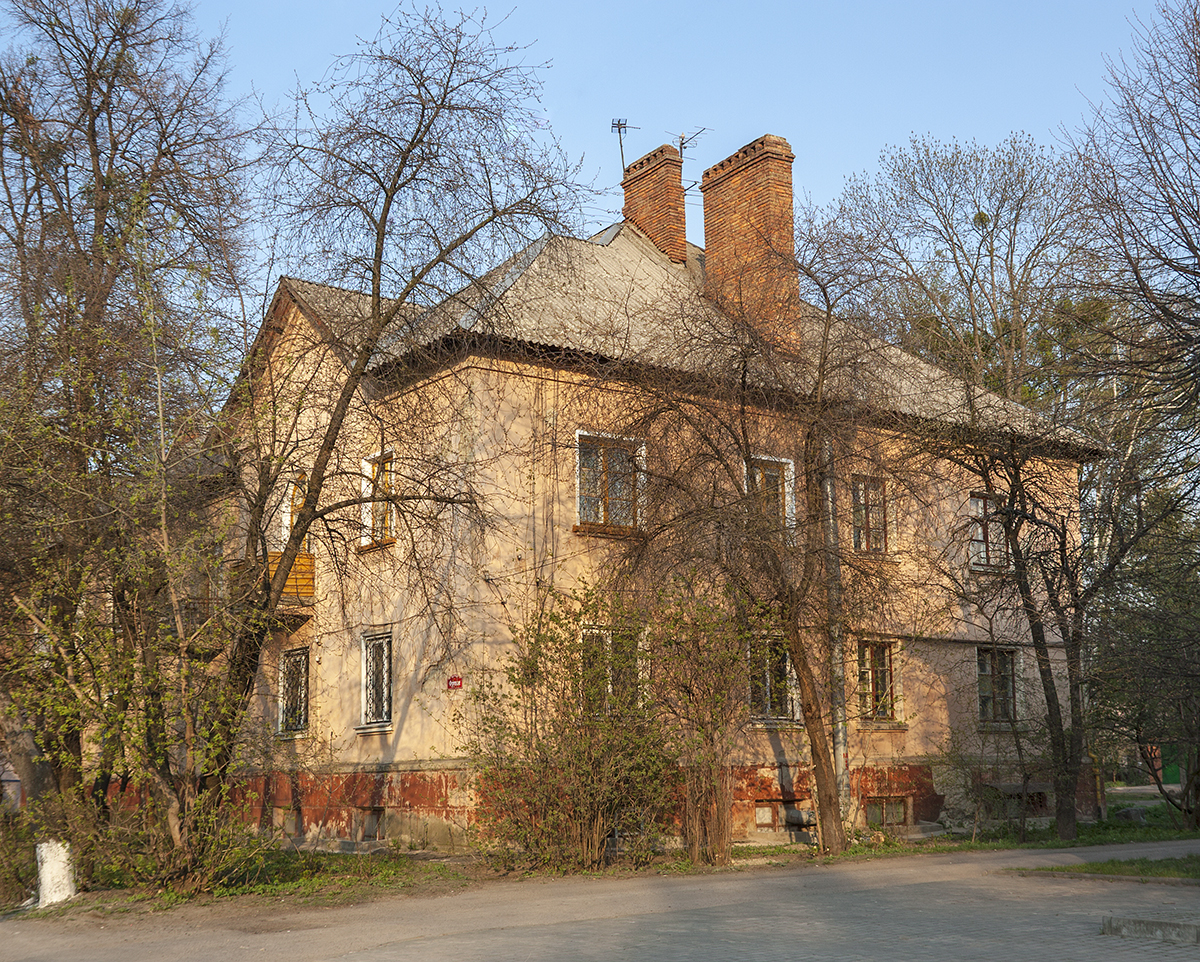
Будинок, де розміщується фотоклуб «Обрій»

Повна назва Фотоклубу українською, російською та англійськими мовами: «Вінницький народний клуб фотомистецтва “Обрій”»; «Винницкий народный клуб фотоискусства “Обрий”»; «OBRIY. Vinnytsia Public Photography Club».
Скорочена назва: Фотоклуб «ОБРІЙ»; Фотоклуб «ОБРИЙ»; «Obriy Photoclub».
Юридична адреса Фотоклубу: 21000,Україна, м. Вінниця, вул. академіка Янгеля, буд. 49.
Діючий Голова Фотоклубу — Волощук Олег Борисович.
Членами фотоклубу є творчі люди різних професій та віку: студенти, вчителі, лікарі, інженери, підприємці (близько 15 чоловік).
Час регулярних зустрічей: кожен четвер, з 18.00 до 21.00.
Сторінка в соціальних мережах: [Архівовано 5 серпня 2019 у Wayback Machine.]
Сторінка на сайті КАРТА ВІННИЦІ 

## Заслужені члени фотоклубу
1. Смілянський Віктор Петрович (член фотоклубу з 27 червня 1986 року)
2. Кисельов Віктор Михайлович (член фотоклубу з 30 січня 1986 року)
3. Крижановський Євген Романович
4. Кіхтенко Валерій Євгенович (член фотоклубу з 14 березня 1974 року)
5. Ковальчук Лариса Павлівна (член фотоклубу з 14 березня 1974 року)
6. Марценюк Григорій Павлович (член фотоклубу з 12 березня 1974 року)
7. Тихонов Рудольф Федорович (член фотоклубу з 18 березня 1979 року)
8. Поліщук Михайло Віталійович (член фотоклубу з 22 жовтня 1987 року)

## Партнери
1. Департамент культури Вінницької міської ради [Архівовано 1 квітня 2013 у Wayback Machine.]
2. Бібліотека-філія № 11 м. Вінниці
3. Інформаційний портал «Моя Вінниця» myvin.com.ua [Архівовано 22 червня 2009 у Wayback Machine.]
4. Вінницька обласна організація Національної спілки фотохудожників України

## Діяльність фотоклубу

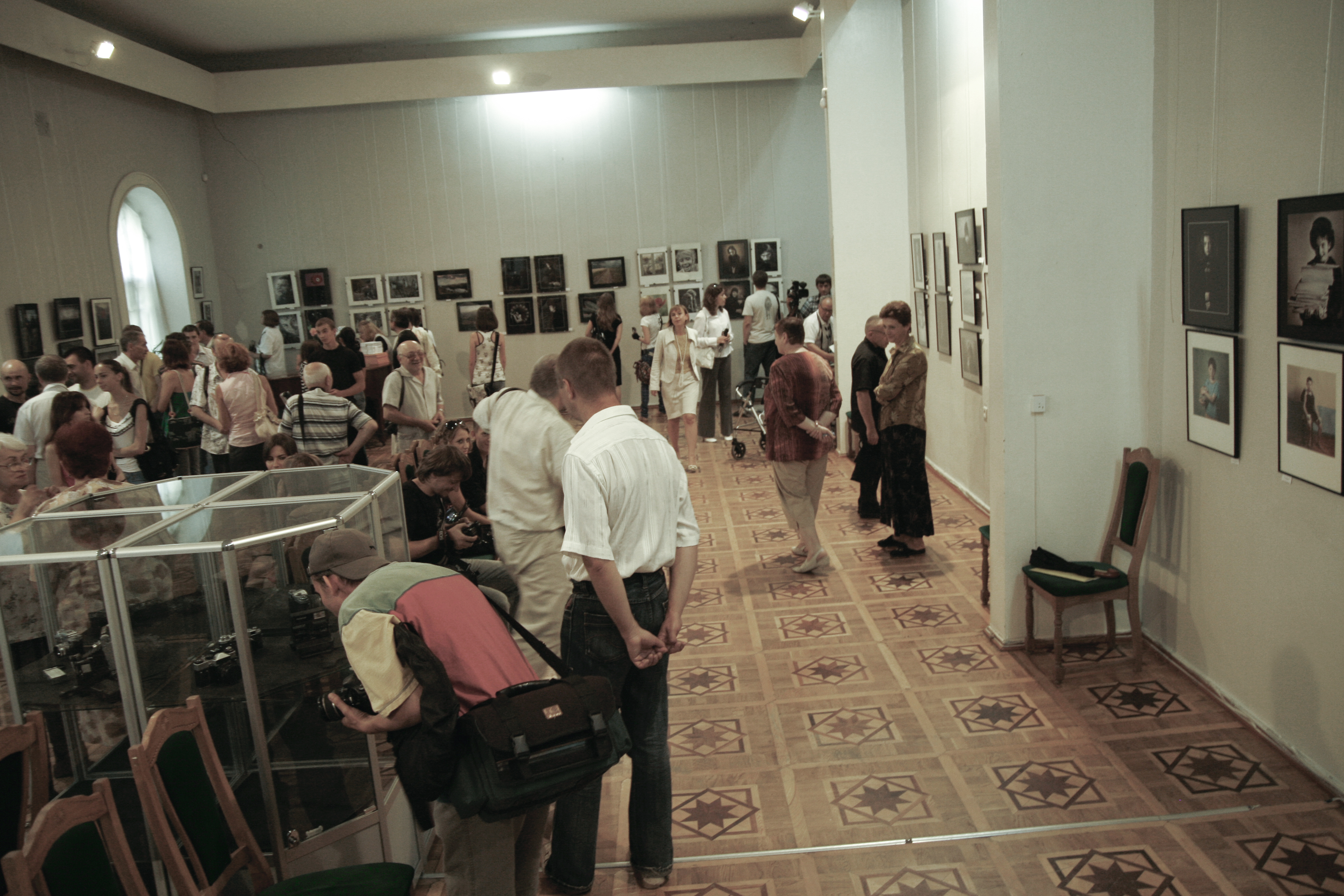
Відкриття фотовиставки «35 років до Обрію» в обласному краєзнавчому музеї, 2009 рік

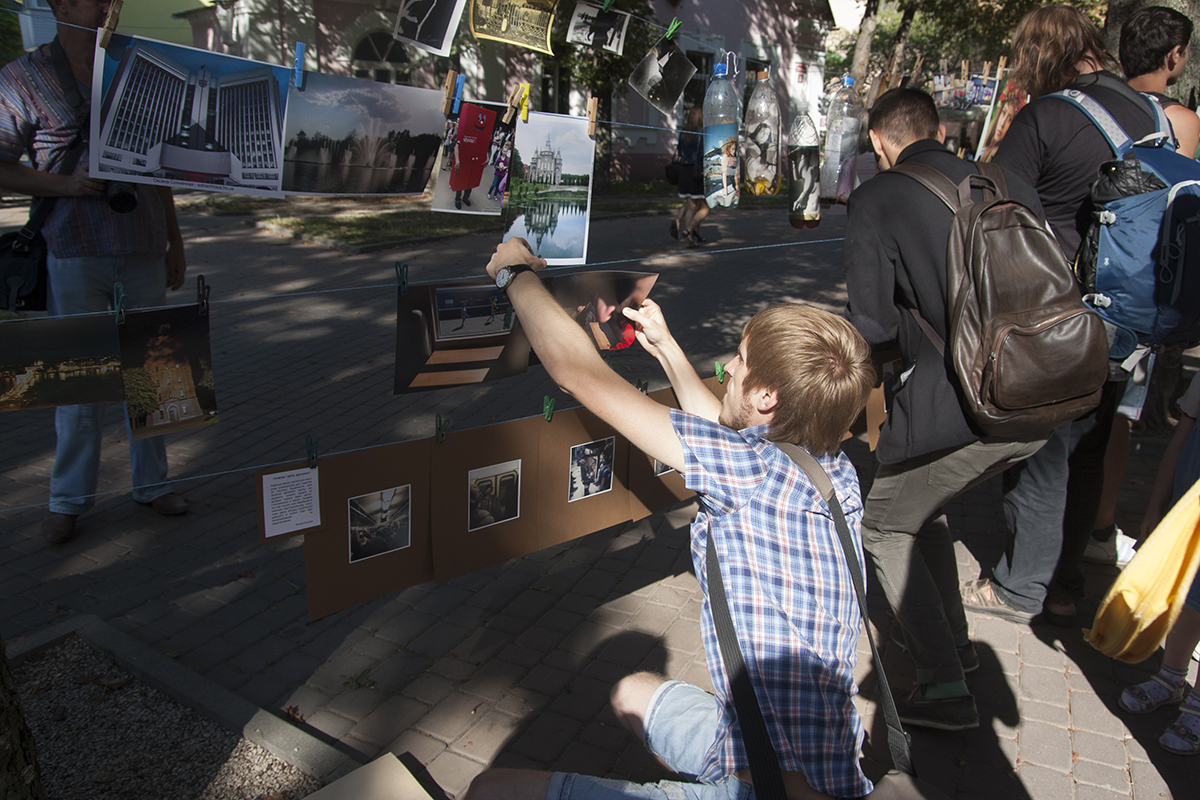
Фотопроект «Сушка» у Вінниці, 2014 рік

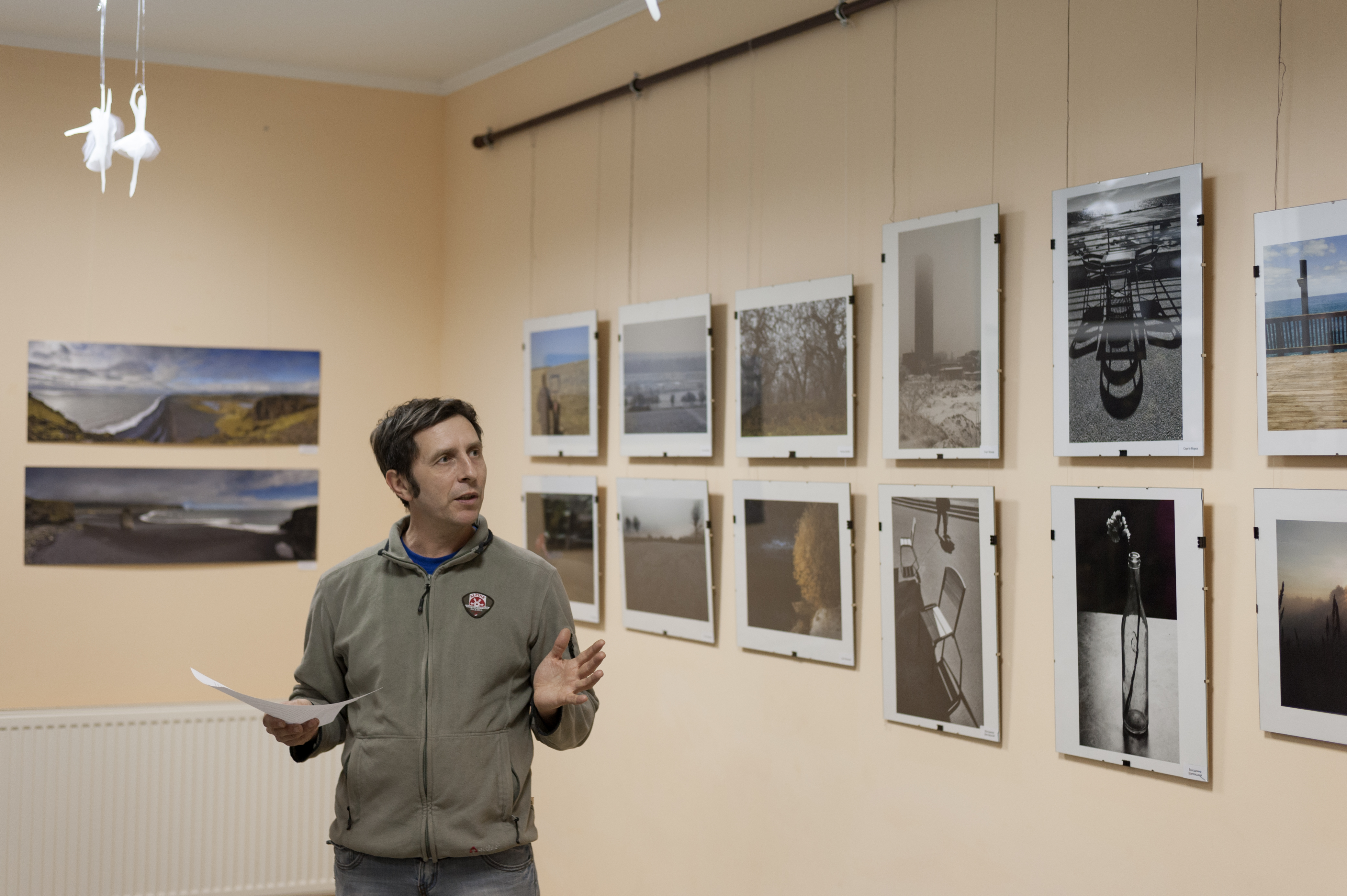
Клубна виставка «До Миколая» у Вінниці, 2014 рік

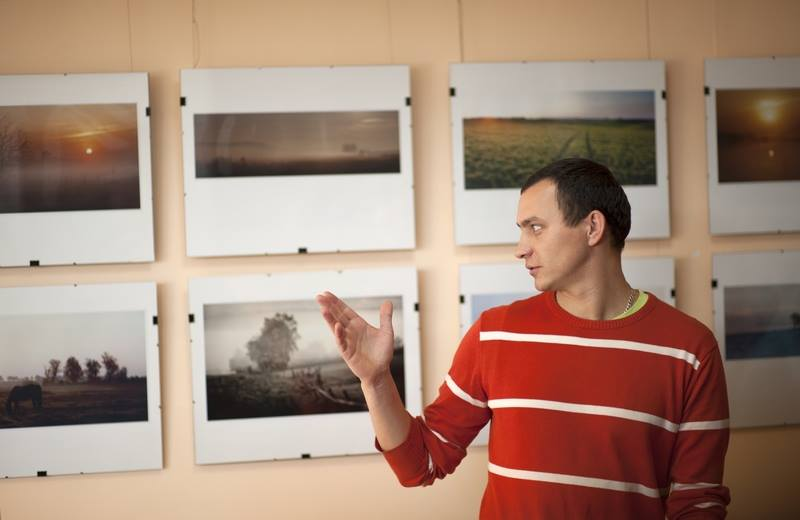
Виставка Віталія Філімонова «В радіусі 5 миль» у Вінниці, 2014 рік

1976 рік
Звітна фотовиставка
1977 рік
Фотовиставка, присвячена Дню перемоги
1980 рік
Участь у Всесоюзній фотовиставці «Народ і партія єдині». 28 робіт, 7 авторів. Москва.
1981 рік
Виставка художньої фотографії «Обрій-81». 130 робіт. Виставка-салон в приміщенні Художнього фонду, вул. Пушкіна, м. Вінниця,11 лютого- 5 березня.
1982 рік

Фото з виставки «Обрій-82», з архіву Фотоклубу, 1982 рік

1. Творча звітна виставка художньої фотографії «Обрій-82», присвячена 60-річчю утворення СРСР, грудень, м. Вінниця;
2. Фотовиставка, присвячена 37-й річниці Перемоги в Великій Вітчизняній війні, м. Вінниця;
3. Участь у Всесоюзній виставці «В семье единой», присвяченій 60-річчю утворення СРСР. 22 роботи, 7 авторів.

1983 рік
1. Обласна виставка художньої та документальної фотографії «Вінниччина сьогодні», м. Вінниця.
2. Участь у виставці художнього фотопортрета «Современник». 9 робіт, 5 авторів. Фотоклуб «Запоріжжя».
3. Тематична виставка до Дня перемоги, травень. 83 роботи, 16 авторів. Будинок офіцерів, м. Вінниця.
4. Участь в 6-му міжнародному бієнале сатири і гумору в мистецтві «Габрово-83». 10 робіт, 2 автори. м. Габрово, Болгарія.
5. Виставка художньої та документальної фотографії, присвячена 40-річчю Перемоги в ВВВ (відкрита 31 грудня). 125 робіт, 21 автор., Будинок культури «Зоря», м. Вінниця.
6. Участь у всесоюзній виставці «Людина і метал». 8 робіт, 3 автори. Будинок вчених, фотоклуб «Днепр», м. Дніпропетровськ.
7. Участь у виставці для обслуговчого персоналу газопроводу «Дружба», липень. 55 робіт, 17 авторів.
8. Участь у 2-й міжклубній фотовиставці «Вітчизна моя». 14 робіт, 4 автори, м. Липецьк.
9. Участь у республіканській тематичній виставці «25 років руху за комуністичне відношення до праці». 11 робіт, 5 авторів, м. Київ.

1984 рік

Творча звітна фотовиставка, присвячена 10-річчю фотоклубу «Обрій», кінотеатр «Росія», 1984 рік

1. Участь у Республіканській виставці, присвяченій 40-річчю Перемоги у ВВВ. 10 робіт, 7 авторів.
2. Виставка художньої та документальної фотографії, присвячена 40-річчю Перемоги в ВВВ. 124 роботи, 22 автора, м. Вінниця.
3. Тематична виставка до Дня збройних сил «Це треба захищати». 86 робіт, 16 авторів. Лютий. Будинок офіцерів, м. Вінниця.
4. Творча звітна фотовиставка, присвячена 10-й річниці фотоклубу. Кінотеатр «Росія», м. Вінниця.

1985 рік
1. Обласна виставка художньої та документальної фотографії, присвячена 40-річчю перемоги радянського народу у Великій вітчизняній війні (111 робіт, 120 фотографій, 37 авторів), 25 квітня-25травня, Будинок офіцерів, м. Вінниця.
2. Пересувна клубна фотовиставка, 56 робіт. 29 квітня- серпень. БК «Авангард», м. Немирів.
3. Творча звітна виставка Фотоклубу, м. Вінниця.

1986 рік
Виставка «Фотографіка» Повеласа Карпавічюса (Литва), павільйон планетарія в ЦПКіВ ім. Горького, м. Вінниця.
1988 рік
1. Фотовиставка «Вінниця-Кельце», Літературно-меморіальний музей М. М. Коцюбинського, м. Вінниця.
2. Виставка-продаж художньої фотографії Володимира Філонова, відкриття 27 листопада, Вінницький обласний краєзнавчий музей, м. Вінниця.
3. Фотовиставка «Діалог'88», (Фотоклуби «Обрій» (м. Вінниця) та «Луч» (м. Харків)), Будинок офіцерів, м. Вінниця.

1989 рік
1. Фотовиставка «Дні Келецького воєводства у Вінницькій області», 6.05-10.05, Вінницький обласний краєзнавчий музей, м. Вінниця.
2. Обласна виставка «Життя в фотографіях. Фотографія в житті», 30.10-30.11, виставкова зала художньо-виробничих майстерень, м. Вінниця.

1990 рік
1. Участь у фестивалі слайд-фільмів «Хортиця-90», м. Запоріжжя.
2. Виставка «Зустріч з прекрасним» (пейзаж, портрет, жанр, акт), відкрита 24 липня, виставкова зала КСК ВО «Маяк» (вул. Порика,28), м. Вінниця.

1993 рік
Перша виставка Вінницької обл.організації спілки фотохудожників «Майстри художньої фотографії», 20.07-20.08, м. Вінниця, галерея «Тіттур» (вул. Леніна, 70).
1994 рік
Фотовиставка Н.Грінберга до Дня міста «Я дивлюсь у світ», м. Вінниця.
1995 рік
1. ІІ міжнародна виставка творчої фотографії «Вінниця-95», музей М.Коцюбинського, м. Вінниця;

1996 рік
Фотовиставка «Обрій-96», Будинок офіцерів, м. Вінниця.
1997 рік
1. ІІ виставка художньої фотографії, музей М.Коцюбинського, м. Вінниця.

2000 рік
1. Три виставки в гарнізонному Будинку офіцерів, м. Вінниця.
2. Фотовиставка в Вінницькому політехнічному інституті, м. Вінниця.

2001 рік
1. Фотовиставка, будинок офіцерів, м. Вінниця.
2. Фотовиставка «Світ дитинства», будинок офіцерів, відкриття 1 червня, м. Вінниця.
3. Фотовиставка «Пейзаж Поділля» до 10-ї річниці незалежності України, відкриття 24 серпня, м. Вінниця.
4. Персональна фотовиставка Машевцева, музей Коцюбинського, відкриття 12 грудня, м. Вінниця.

2002 рік
1. Фотовиставка до Дня міста, Вінницький обласний краєзнавчий музей, 18-23 вересня, 67 робіт, м. Вінниця.
2. Звітна фотовиставка, будинок офіцерів, відкриття 21 жовтня, 35 робіт, м. Вінниця.

2004 рік
Персональна фотовиставка Олександра Юдіна, театр Садовського, відкриття 5 березня, м. Вінниця.
2005 рік
1. Фотовиставка «Зимовий пейзаж»
2. Фотовиставка «В об'єктиві жінка»
3. Фотовиставка до міжнародного Дня захисту дітей
4. Фотовиставка «День міста», м. Вінниця.

2006 рік
1. Участь у першому бієналє, м. Ладижин;
2. Звітна виставка за 2005 рік;
3. Фотовиставка «Моя Вінниця», Вадим Козловський, Вінницький обласний краєзнавчий музей;
4. Участь у ХІ Всеукраїнській виставці художньо-документальної фотографії «Україно, моя Україно!», м. Київ;

2007 рік
1. Національний конкурс «Фотопортрет-2007», участь (Олег Усатюк), м. Івано-Франківськ;
2. Фотовиставка «Подільські сонети», участь, Вінницький обласний краєзнавчий музей;
3. Фотовиставка «Червоне», Вадим Козловський, міський виставковий центр. м. Вінниця;

2008 рік
1. Фотовиставка «Квіти і тварини», Політехнічний інститут, м. Вінниця, березень;br />
2. Фотовиставка «Вінничина — перлина Поділля», музей міліції, м. Вінниця, квітень;
3. Фотовиставка «Буша», Вінницький обласний краєзнавчий музей;[Архівовано 21 березня 2013 у Wayback Machine.]

2009 рік
1. Фотовиставка «Поділля — 2009 — Букатинка», Вінницький обласний краєзнавчий музей;[Архівовано 3 червня 2014 у Wayback Machine.]
2. Фотовиставка «Весна», бібліотека Тімірязева, м. Вінниця;
3. Всеукраїнський фотопленер с. Букатинка, Вінницька обл.;
4. Фотовиставка «35 років до Обрію», Вінницький обласний краєзнавчий музей;[Архівовано 3 червня 2014 у Wayback Machine.]
5. Фотовиставка до Дня Європи, сквер Козицького
6. Фотовиставка «Небо і земля», Вадим Козловський, галерея «Інтершик», м. Вінниця; [Архівовано 7 лютого 2015 у Wayback Machine.]
7. Фотовиставка «Обличчя друзів», Вадим Козловський, Вінницький обласний краєзнавчий музей;[Архівовано 3 червня 2014 у Wayback Machine.]
8. Фотовиставка до Дня міста, площа біля ККЗ Райдуга у парку Горького
9. Національний конкурс фотографії Фотопортрет-2009, м. Івано-Франківськ, І місце — Вадим Козловський (робота

«Конєв»);
1. Фотовиставка голови НСФХУ М.Іващенка, ТРЦ «Мегамолл», м. Вінниця;
2. Фотовиставка Сергія Мороза «Той, що є», бібліотека Тімірязєва, м. Вінниця;
3. Фотовиставка «Без назви» А.Товстінчука, С.Крота, А.Косаківського, бібліотека Тімірязева, грудень;

2010 рік

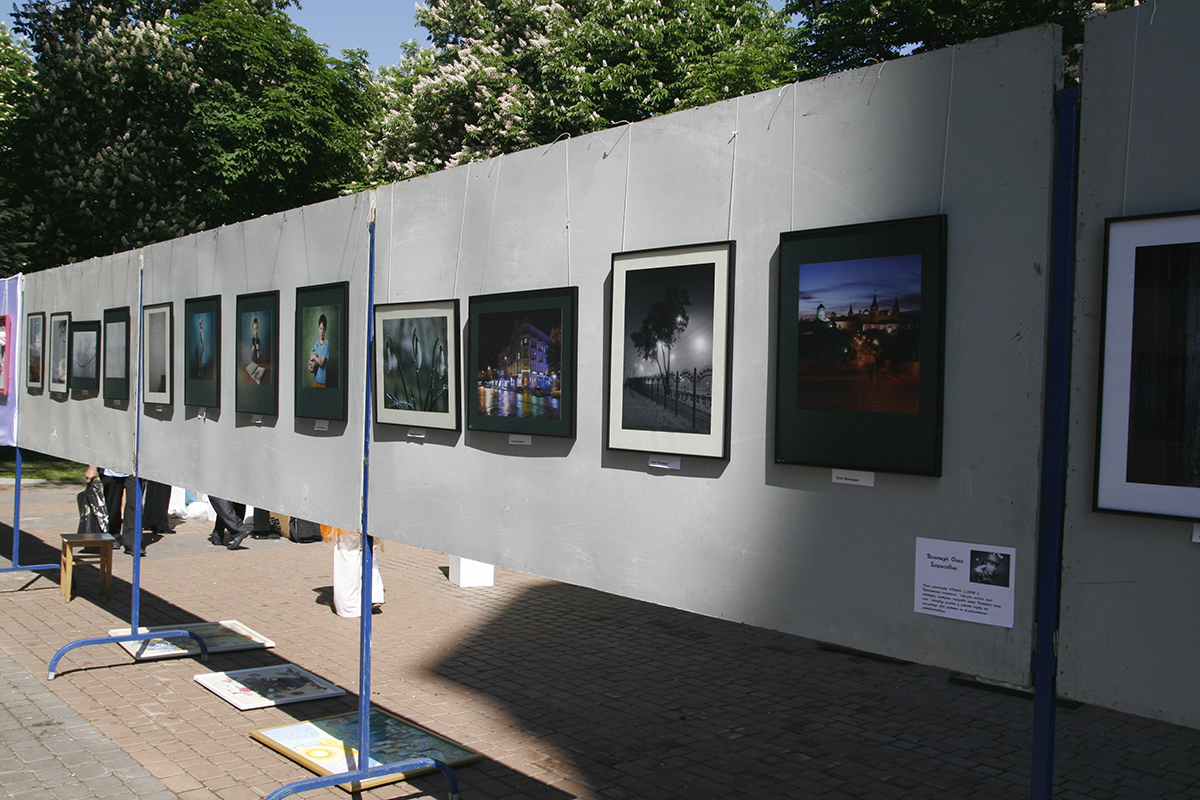
Дні Європи у Вінниці, 2010 рік

1. Фотовиставка «Букатинка», обласний краєзнавчий музей, м. Вінниця, лютий;
2. Фотовиставка «Вінницькі фотопроекти», представляє фотоклуб «9х12», відділ мистецтв бібліотеки ім. Л. Українки (вул. Велика Житомирська, 4) м. Київ;
3. Фотовиставка «Дні Європи у Вінниці», парк Козицького, біля вежі;
4. Фотвиставка до Дня міста, парк Козицького, біля вежі;
5. Фотовиставка Сергія Мороза «Той, що є», м. Кривий-Ріг;[Архівовано 30 липня 2013 у Wayback Machine.]
6. Фотопленер «Банячки», с. Вороновиця, жовтень;

2011 рік

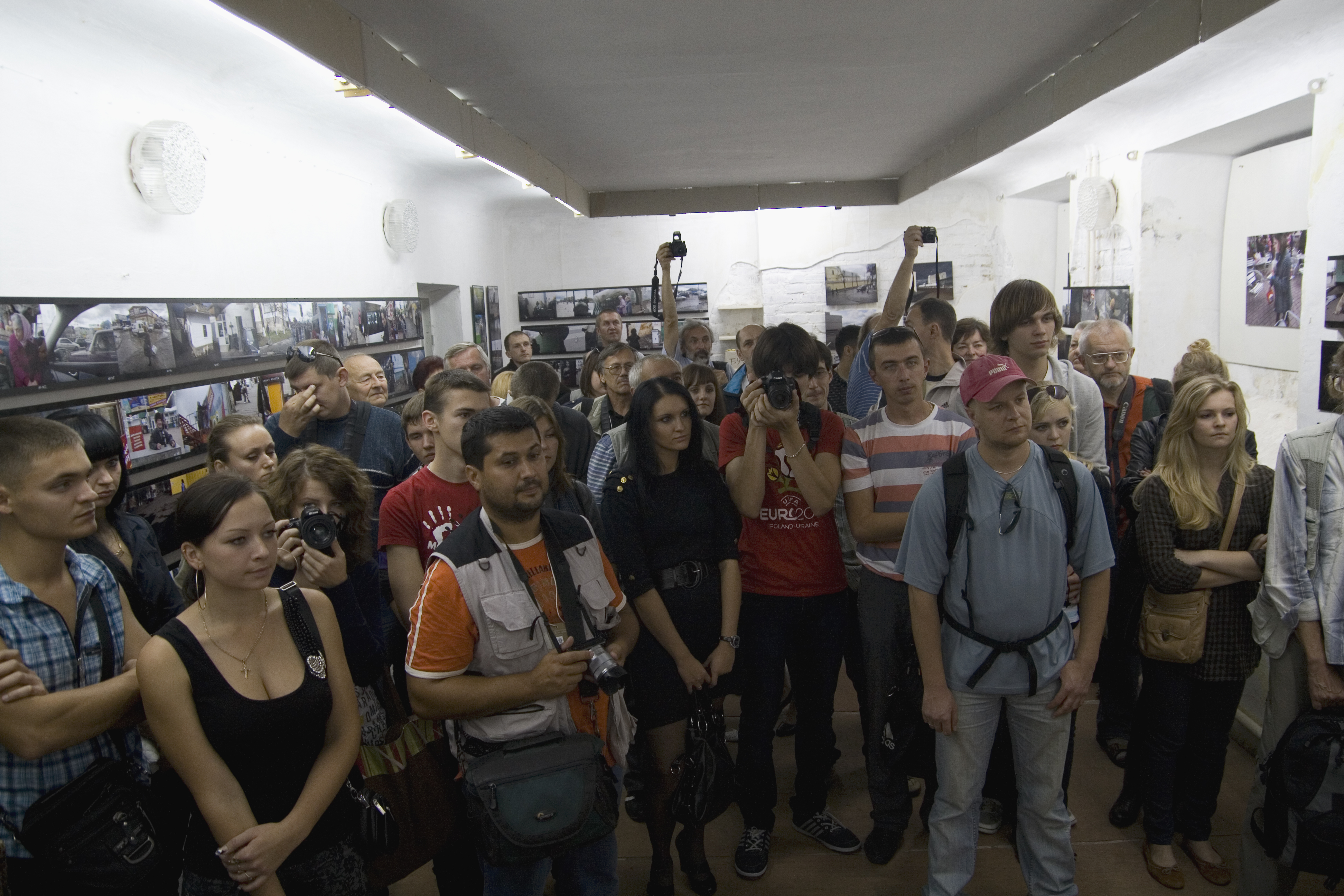
Відкриття виставки проєкту «Вихід» у фотоклубі «Обрій», 2011 рік

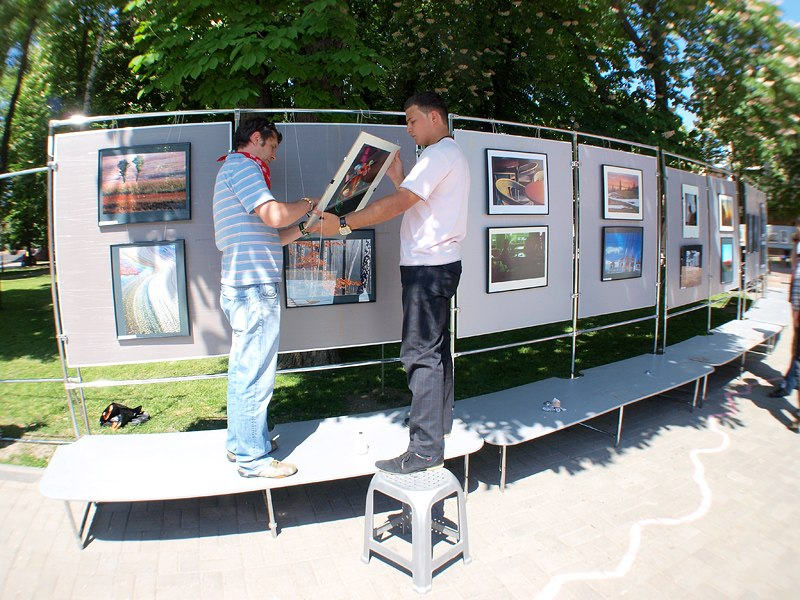
Підготовка до відкриття виставки до Дня Європи у сквері Козицького, 2011 рік

1. Фотовиставка «Маленька ретроспектива», Вадим Козловський, м. Кривий-Ріг;[Архівовано 30 липня 2013 у Wayback Machine.]
2. Фотовиставка «Вінницькі фотопроекти», м. Хмельницький;
3. Фотовиставка «Поділля — 2010 — Банячки», Вінницький обласний краєзнавчий музей;[Архівовано 3 червня 2014 у Wayback Machine.][Архівовано 22 травня 2012 у Wayback Machine.]
4. Обласний пленер «Банячки 2011» в с. Вороновиця Вінницького району;[Архівовано 28 серпня 2014 у Wayback Machine.]
5. Фотовиставка «Вулична фотографія», галерея фотоклубу «Обрій»[недоступне посилання][Архівовано 30 липня 2013 у Wayback Machine.][Архівовано 1 лютого 2018 у Wayback Machine.][Архівовано 9 червня 2015 у Wayback Machine.];
6. Фотовиставка Ярослава Наскрипняка «Своє», книгарня «Є», м. Вінниця;[Архівовано 5 березня 2016 у Wayback Machine.] [Архівовано 6 жовтня 2016 у Wayback Machine.]
7. Проект вуличної фотографії «Вихід», м. Вінниця, 27 учасників;
8. Фотовиставка до Дня Європи в сквері Козицького, м. Вінниця,12 учасників; [Архівовано 27 березня 2015 у Wayback Machine.]
9. Проект «Силуетна фотографія», сквер Козицького, м. Вінниця; [Архівовано 29 серпня 2014 у Wayback Machine.]
10. Фотовиставка Наталі Говорухіної «Ускользающий свет», бібліотека Тімірязєва, м. Вінниця; [Архівовано 10 квітня 2021 у Wayback Machine.]
11. Фотовиставка «Вінниця очима молодих», бібліотека-філія № 11, м. Вінниця;
12. Фотовиставка «Вінницькі фотопроекти» у м. Чернівцях; [Архівовано 29 вересня 2013 у Wayback Machine.]
13. Фотовиставка «Літній вернісаж», бібліотека-філія № 11, м. Вінниця, 15 учасників;
14. Фотовиставка до Дня міста, сквер Козицького, м. Вінниця, 12 учасників;
15. Фотовиставка проекту «Вихід», фотоклуб «Обрій», м. Вінниця, 27 учасників, 200 фото;
16. Фотовиставка Каті Полякової «Наближення», фотоклуб «Обрій», м. Вінниця;
17. Фотовиставка «11 мелодій», бібліотека Тімірязєва, м. Вінниця, 11 учасників; [Архівовано 10 квітня 2021 у Wayback Machine.]
18. Фотовиставка Олега Волощука «Моя Вінниця. Незвичайні фотографії звичайного міста», бібліотека-філія № 11, м. Вінниця; [Архівовано 28 грудня 2011 у Wayback Machine.]
19. Фотовиставка «Миттєвості» Чернівецького фотоклубу «Позитив», ТРЦ «Квартал»,  м. Вінниця; [Архівовано 29 листопада 2011 у Wayback Machine.]
20. Пленер «Банячки 2011- осінь», с. Вороновиця Вінницького р-ну;
21. Фотовиставка, присвячена проекту «Горби», бібліотека Тімірязєва, м. Вінниця; [Архівовано 10 квітня 2021 у Wayback Machine.]
22. Фотовиставка Наталі Компанцевої «Загублений світ», ТРЦ «Квартал», м. Вінниця;
23. Проект «Ти і Я» в ПінчукАртцентрі, учасник — Вадим Козловський, м. Київ;
24. Фотовиставка «Епізоди» Вадима Козловського, м. Чернігів, фотофестиваль ChernihivPhotoFest-2011; [Архівовано 30 липня 2013 у Wayback Machine.] [Архівовано 30 вересня 2016 у Wayback Machine.]
25. Фотовиставка «Контрольний постріл», за участю Вадима Козловського, м. Івано-Франківськ; [Архівовано 4 березня 2016 у Wayback Machine.]
26. Фотовиставка «Вінницькі фотопроекти», за участю А.Гергеліжиу, О.Усатюка, В.Козловського, О.Юдіна, м. Чернівці, художній музей; [Архівовано 4 березня 2016 у Wayback Machine.]

2012 рік

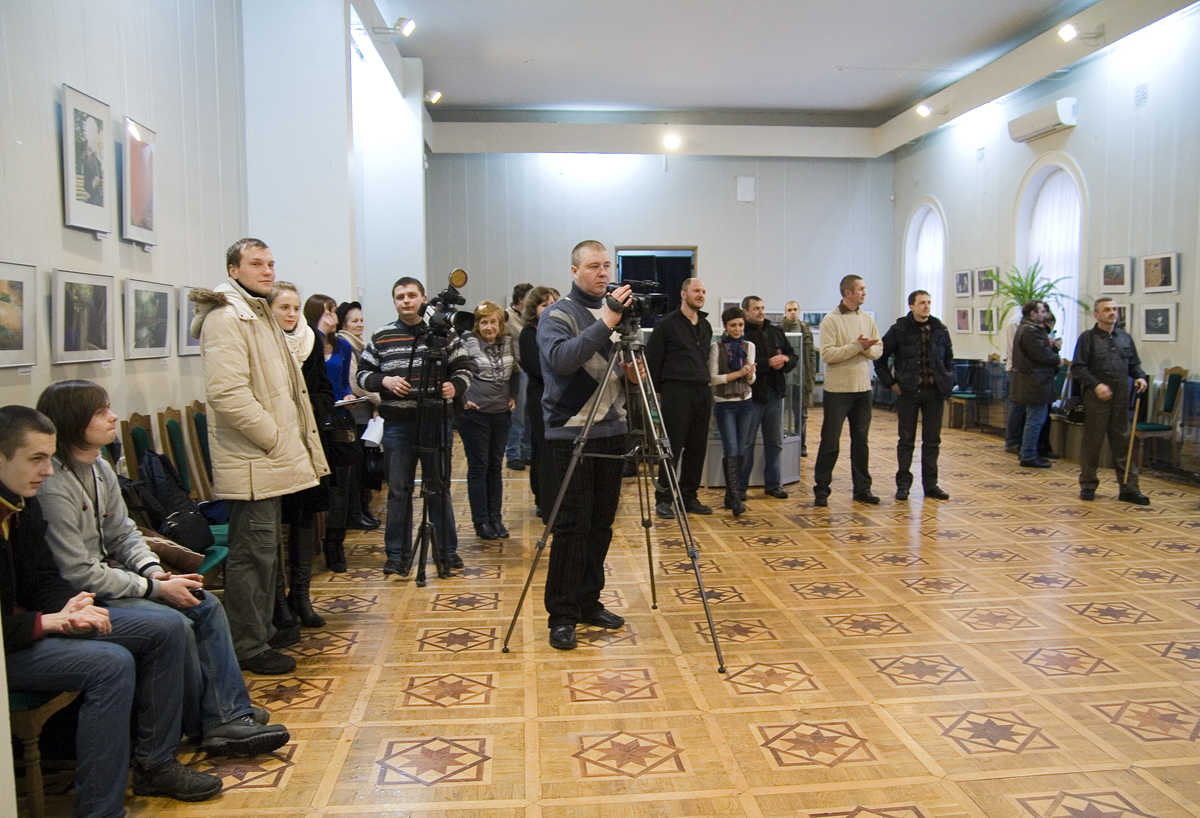
Фотовиставка «Поділля 2011», краєзнавчий музей, 2012 рік

1. Фотовиставка Олексія Пучкова «Пейзажі Криму», ТЦ «Квартал», м. Вінниця; [Архівовано 26 січня 2012 у Wayback Machine.]
2. Післяпленерна фотовиставка міжнародного пленеру «Поділля — 2011 — Вінниця», Вінницький обласний краєзнавчий музей; [Архівовано 28 серпня 2014 у Wayback Machine.]
3. Фотовиставка Люби Савельєвої, ТЦ «Квартал», м. Вінниця;
4. Фотовиставка «Силует жіночої постаті», бібліотека-філія № 11, м. Вінниця; [Архівовано 8 червня 2012 у Wayback Machine.] [Архівовано 28 травня 2012 у Wayback Machine.]
5. Пленер «Хмільник», м. Хмільник Вінницької обл.;
6. Запис телепередачі до 1 квітня, фотоклуб «Обрій», м. Вінниця;
7. Фотовиставка «Чорно-білі слова», Вадим Козловський, м. Суми; [Архівовано 5 березня 2016 у Wayback Machine.]
8. 3-й Вінницький фотоквест (участь), м. Вінниця; [Архівовано 8 липня 2012 у Wayback Machine.]
9. Одноденний клубний пленер, м. Хмільник;
10. Виставка Світлани Пожарської «Сканограми», ТЦ «Квартал», м. Вінниця; [Архівовано 29 серпня 2014 у Wayback Machine.][недоступне посилання]Вручення посвідчень Спілки фотохудожників у фотоклубі, 2012 рік

Вручення посвідчень Спілки фотохудожників у фотоклубі, 2012 рік

11. Фотовиставка «Велике в малому», Ірина Олонічева, галерея «Артпричал», м. Київ; [Архівовано 23 травня 2013 у Wayback Machine.]
12. Семінар Олександра Ляпіна (м. Київ), ТЦ «Квартал», м. Вінниця;
13. Фотовиставка "Подвійна реальність, Ярослав Наскрипняк, бібліотека Тімірязєва; [Архівовано 4 червня 2017 у Wayback Machine.] [Архівовано 5 березня 2016 у Wayback Machine.]
14. Круглий стіл — диспут «Сучасне фотомистецтво», фотоклуб «Обрій»;
15. Фотовиставка «Симпліфікація», Сергій Крот, бібліотека Тімірязєва, м. Вінниця; [Архівовано 29 серпня 2014 у Wayback Machine.]
16. Участь у пленері «Демидівські вихідні», с. Демидівка Тиврівського р-ну Вінницької обл.;
17. Проект «Вінниця крізь призму обєктива», м. Вінниця;
18. Клубна фотовиставка «Натюрморт», бібліотека Тімірязева, м. Вінниця;
19. Фотовиставка фіналістів Фестивалю вуличної фотографії у м. Москва (учасник — Вадим Козловський);
20. Міжнародний фестиваль фотографії «KOLGA», Тбілісі, Грузія, учасник — Вадим Козловський, шорт-лист;
21. Фестиваль фотографії «Les Nuits Photographiques», Париж, Франція, учасник — Вадим Козловський з проектом «TIME FLOW — ukrainians»; [Архівовано 14 квітня 2013 у Wayback Machine.]
22. Фестиваль «Кришталеві джерела», участь, м. Вінниця; [Архівовано 12 травня 2016 у Wayback Machine.][]

2013 рік

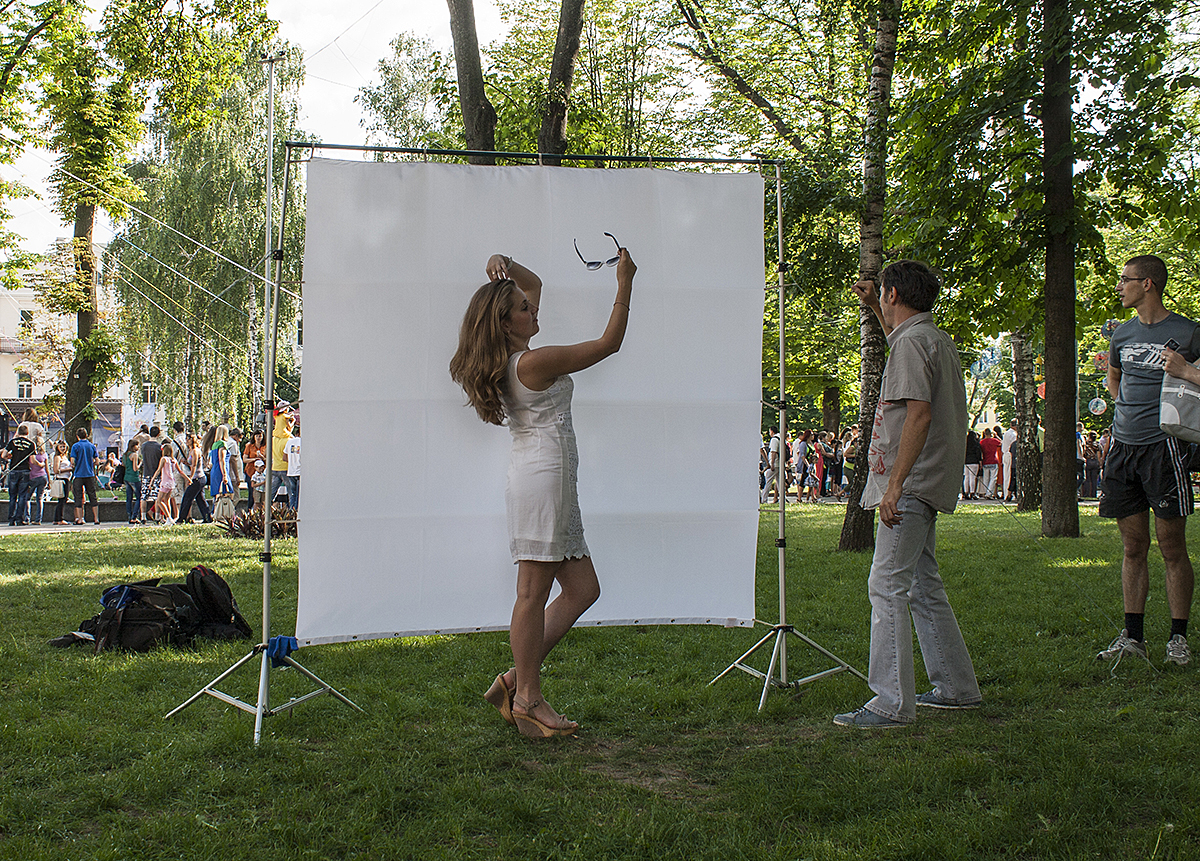
Фотопроект «Силует», 2013 рік

1. Фотовиставка «Аліса», Олег Усатюк, галерея «На Інститутській», м. Київ; [Архівовано 1 лютого 2018 у Wayback Machine.] [Архівовано 23 березня 2013 у Wayback Machine.]
2. Фотовиставка «Цей світ тварин», бібліотека-філія № 11, м. Вінниця;бібліотека-філія № 11, м. Вінниця; [Архівовано 2 квітня 2013 у Wayback Machine.]
3. Фотовиставка «Документально-образна фотографія», Олег Усатюк та Євген Компанійченко, Вінницький обласний краєзнавчий музей; [Архівовано 3 листопада 2014 у Wayback Machine.] [Архівовано 30 липня 2013 у Wayback Machine.]
4. Фотовиставка «Вінниця крізь призму об'єктива», бібліотека-філія № 11, м. Вінниця;[недоступне посилання з липня 2019] [Архівовано 26 липня 2013 у Wayback Machine.]
5. Проект «Силуетна фотографія»,  сквер Козицького, м. Вінниця;
6. Фотопроект «Сушка», сквер Козицького, м. Вінниця; [Архівовано 22 жовтня 2013 у Wayback Machine.]
7. Фестиваль «Кришталеві джерела», участь молодіжної секції фотоклубу, м. Вінниця;
8. Фотовиставка «Серпневий подарунок», бібліотека-філія № 11, м. Вінниця; [Архівовано 1 вересня 2013 у Wayback Machine.] [Архівовано 12 червня 2015 у Wayback Machine.]
9. Фотовиставка «Жага колекціонування», Вадим Козловський, галерея О.Купчинського у м. Рівному; [Архівовано 28 січня 2015 у Wayback Machine.]

2014 рік

Підсумкова виставка фотоконкурсу «Вінниця читаюча», 2015 рік

1. Виставка Віталія Філімонова «В радіусі 5 миль» у Вінниці, 2014 рік Підсумкова виставка фотоконкурсу «Вінниця читаюча», 2015 рікПленер «Зимові велопокатушки»;
2. Фотовиставка Фестивалю фотоклубів України, бібліотека-філія № 11, м. Вінниця;бібліотека-філія № 11, м. Вінниця; [Архівовано 1 лютого 2014 у Wayback Machine.] [Архівовано 26 червня 2014 у Wayback Machine.] [Архівовано 2 лютого 2014 у Wayback Machine.] [Архівовано 21 січня 2014 у Wayback Machine.] [Архівовано 1 лютого 2014 у Wayback Machine.]
3. Пленер «49°/29°», с. Рубань Немирівського р-ну Вінницької обл.;
4. Пленер «Сосонка, або Шести мостів»; [Архівовано 5 серпня 2019 у Wayback Machine.]
5. Диспут Instagram, фотоклуб «Обрій», м. Вінниця;
6. Участь у фотовиставці «Інстагарам», ТЦ Sky-Park,
7. Пленер «Сонячний Козятин»,
8. Фотопроект «Велика Сушка», Площа Європейська (сквер Козицького), м. Вінниця; [Архівовано 7 липня 2014 у Wayback Machine.] [Архівовано 7 липня 2014 у Wayback Machine.]
9. Фотопленер «Черепашинецький Кар'єр»
10. Фотовиставка «Ретро Вінниця», бібліотека-філія № 11, м. Вінниця; [Архівовано 24 червня 2014 у Wayback Machine.] [Архівовано 16 червня 2014 у Wayback Machine.]
11. Фотопленер «Браїлів», Жмеринський р-н Вінницької обл.;  [Архівовано 5 серпня 2019 у Wayback Machine.]
12. Фотовиставка В.Козловського «Епізоди», Вінницький художній музей;  [Архівовано 29 листопада 2014 у Wayback Machine.] [Архівовано 28 листопада 2014 у Wayback Machine.]
13. Фотопленер «Черепашинці у місячному сяйві», озеро черепашинецького кар'єру;
14. Участь у семінарі О.Ляпіна по сучасній фотографії, арт-паб «Beefeater», м. Вінниця; [Архівовано 27 серпня 2014 у Wayback Machine.] [Архівовано 3 вересня 2014 у Wayback Machine.]
15. Фотопроект «Сушка» -вільна виставка фотографій, Площа Європейська (сквер Козицького), м. Вінниця;
16. Курс Інни Єрмакової «Натюрморт», фотоклуб «Обрій»;
17. Фотопленер «Могилівка», с. Могилівка (Жмеринський р-н Вінницької обл.);
18. Фотовиставка Віталія Філімонова «В радіусі 5 миль» (м. Рівне), бібліотека-філія № 11, м. Вінниця;  [Архівовано 31 жовтня 2014 у Wayback Machine.]
19. Фотопленер «Гнівань», м. Гнівань;
20. Фотопленер «Гнівань 2», м. Гнівань;
21. Фотовиставка «П'ять днів у Гамбурзі» В.Козловського, м. Київ; [Архівовано 3 листопада 2014 у Wayback Machine.]
22. Фотовиставка Олександра Філя «Північні землі» в галереї Арт-Шик, м. Вінниця;  [Архівовано 29 листопада 2014 у Wayback Machine.] [Архівовано 27 листопада 2014 у Wayback Machine.] [Архівовано 5 квітня 2016 у Wayback Machine.] [Архівовано 10 квітня 2017 у Wayback Machine.]
23. Фотовиставка «До Миколая», бібліотека-філія № 11, м. Вінниця; [Архівовано 17 грудня 2014 у Wayback Machine.] [Архівовано 17 грудня 2014 у Wayback Machine.]

2015 рік
1. Пленер «Гуральня», околиці м Вінниці;
2. Практичне заняття «Композиція», фотоклуб «Обрій»;
3. Пленер «Янів», с. Іванів, Вінницького р-ну Віницької обл.;
4. Фотопроект «Сушка» на День Європи, вул. Соборна, м. Вінниця;
5. Воркшоп «Абстрактний натюрморт з прямокутними скельцями», фотоклуб «Обрій»;
6. Проект «Фотосушка», сквер Козицького, м. Вінниця;
7. Телепередача «Світанок»;
8. Фотоконкурс «Вінниця читаюча», бібліотека-філія № 11, м. Вінниця;
9. Фотовиставка «Абстрактні форми», бібліотека-філія № 11, м. Вінниця; [Архівовано 25 вересня 2015 у Wayback Machine.] [Архівовано 4 березня 2016 у Wayback Machine.] [Архівовано 5 жовтня 2015 у Wayback Machine.]
10. Фотоконкурс «За кадром», м. Вінниця;
11. Фотовиставка випускників центру «Поділля», бібліотека-філія № 11, м. Вінниця;

2016 рік

Фестиваль ленд-арту «Міфогенез», Скіфське городище, Немирівський р-н, 2016 рік

1. Фотовиставка «Портрети», Вінницький національний технічний університет, м. Вінниця; [Архівовано 2 лютого 2016 у Wayback Machine.] [Архівовано 27 січня 2016 у Wayback Machine.]
2. Участь у фестивалі ленд-арту «Міфогенез», Скіфське городище, Немирівський р-н Вінницької обл.;
3. Пленер «Вишенське озеро», м. Вінниця;
4. Пленер «Дача у Сосонці», с. Сосонка Вінницького р-ну;
5. Пленер «Степанівка», с. Степанівка Вінницького р-ну;
6. Фотовиставка «Пінхол-фотографія», бібліотека-філія № 11, м. Вінниця; [Архівовано 9 травня 2016 у Wayback Machine.] [Архівовано 25 квітня 2016 у Wayback Machine.] [Архівовано 9 травня 2016 у Wayback Machine.]
7. Творчий вечір «Фотографи проти поетів», бібліотека № 1, м. Вінниця;
8. Фотосушка біля Вежі («Фотографи проти поетів 2»), площа Європейська, м. Вінниця;
9. Акція «Фотографи проти поетів», м. Кременчуг;
10. Мистецька акція «Фотографи проти поетів-3. Портрет поета», музей М.Коцюбинського, м. Вінниця;

2017 рік

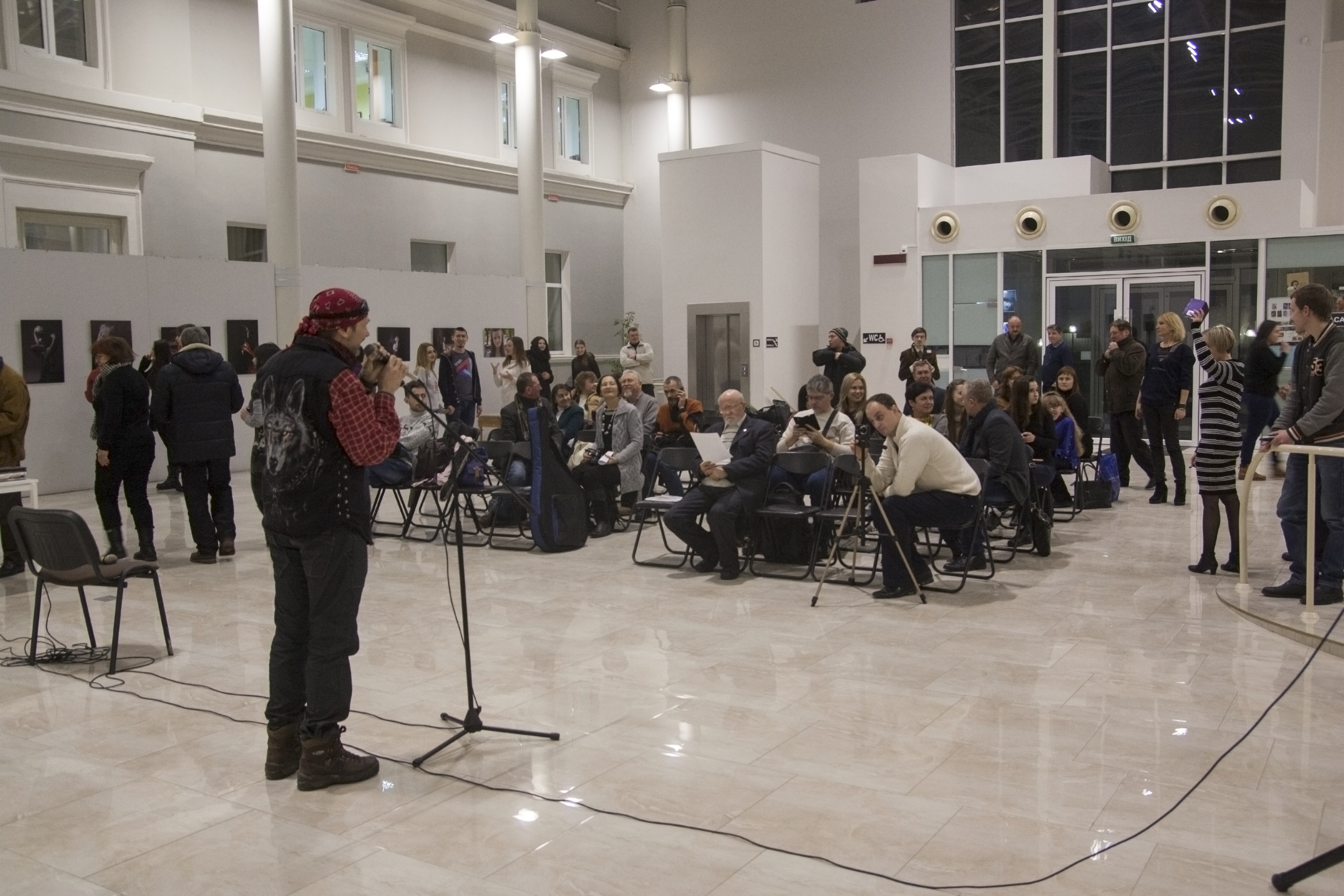
Виставка проекту «Фотографи проти поетів» в музеї Т. Шевченка, м. Київ, січень 2017 р.

1. Мистецький проект «Фотографи проти поетів». Національний музей Т.Шевченка, м. Київ; [Архівовано 20 січня 2017 у Wayback Machine.] [Архівовано 5 лютого 2017 у Wayback Machine.] [Архівовано 2 лютого 2017 у Wayback Machine.] [Архівовано 5 лютого 2017 у Wayback Machine.] [Архівовано 6 лютого 2017 у Wayback Machine.]
2. Виставка пінхол фотографії, бібліотека-філія № 11, м. Вінниця;
3. Виставка «Моя найкраща фотографія» (участь — Олег Волощук), м. Київ
4. Фестиваль ленд-арту «Міфогенез», участь (Фотоклуб — партнер фестивалю), Скіфське городище, Немирівський р-н;
5. Виставка «Епізоди» В.Козловського на поетичному фестивалі «Шадуарівська альтанка», м. Житомир
6. Виставка «Геометрія спокою» С.Мазура, кафе «Johnny Raw», м. Вінниця [Архівовано 2 квітня 2017 у Wayback Machine.] [Архівовано 3 квітня 2017 у Wayback Machine.]
7. Пленер «Сонце через телескоп», запуск змія
8. Автомобільний пленер у с. Сосонка;
9. Літературний вечір «Кофе-баттл», кафе Johny-Raw, м. Вінниця;
10. Воркшоп у Сосонці, с. Сосонка Вінницького р-ну;
11. Виставка «Вінниця» на День Європи, м. Вінниця, вул. Соборна;
12. Виставка проекту «Фотографи проти поетів», м. Вінниця, парк ім. Горького.
13. Проект силуетна фотографія на фестивалі «Дивні люди», м. Вінниця, берег р. Південний Буг;
14. Мистецька акція «Говорить Радуга», участь. м. Вінниця, парк ім. Горького;
15. Виставка «Вінниця. Листівка», м. Вінниця, бібліотека-філія № 11;
16. Виставка «Фотосушка на Івана Купала», парк Дружби народів, м. Вінниця;
17. Виставка "Фотосушка «Медіана літа», Майдан Незалежності, м. Вінниця; [Архівовано 22 січня 2013 у Wayback Machine.]
18. Виставка «4», м. Вінниця, бібліотека-філія № 11;

2018 рік

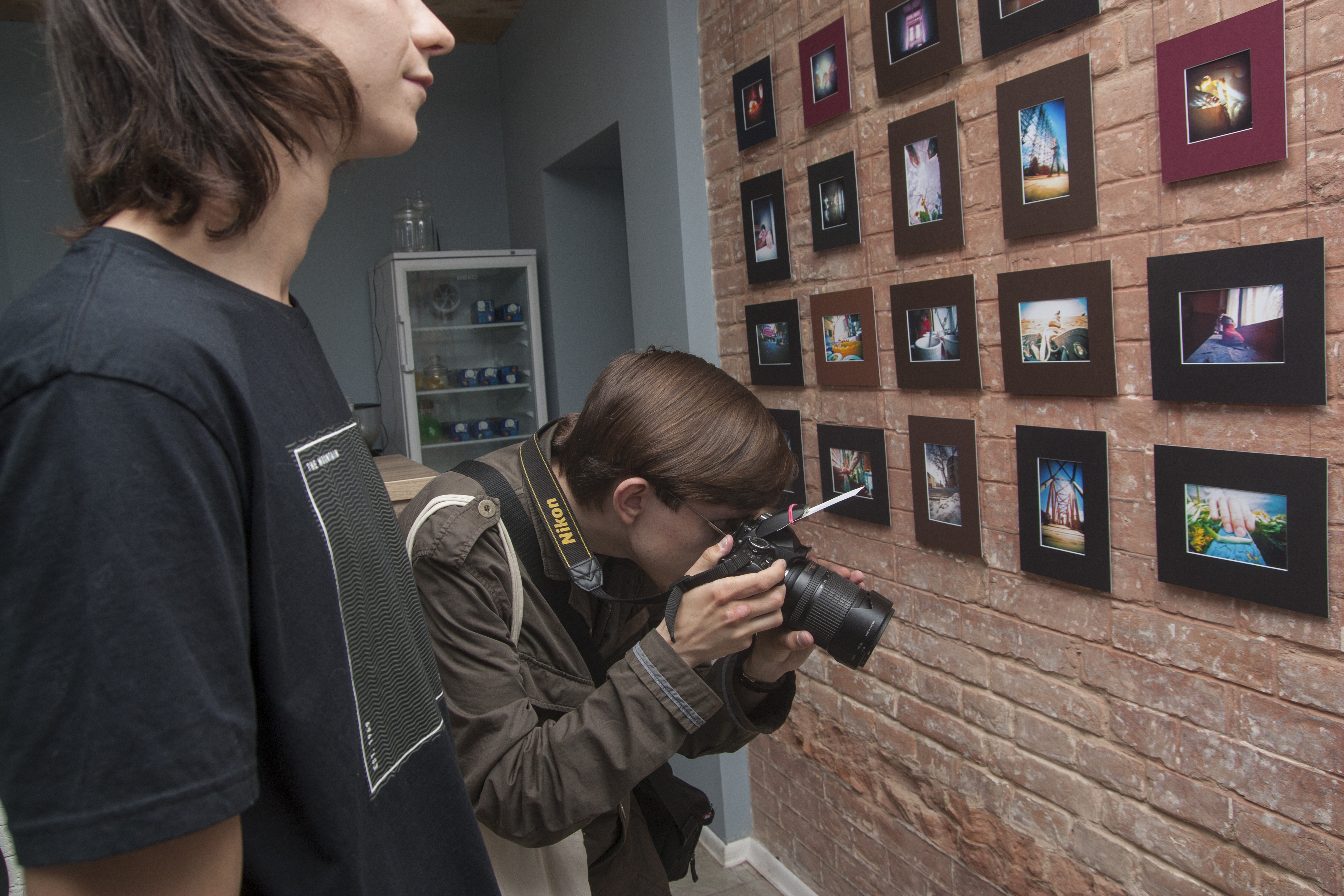
Виставка пінхол-фотографії «Carton» О.Кібкало в кав'ярні-музеї «Монокль», 2018 р.

1. Пленер «Камінь Коцюбинського», м. Вінниця;
2. Пленер «Затока», с. Затока, Одеська обл.;
3. Поетичний конкурс «Вірш на задану фотографію», м. Вінниця, бібліотека-філія № 11; [Архівовано 9 лютого 2018 у Wayback Machine.]
4. Музичний вечір «Історія одного барабана», фотоклуб «Обрій»;
5. Скетч-зустріч, фотоклуб «Обрій»;
6. Виставка Фестивалю фотоклубів України, м. Вінниця, бібліотека-філія № 11; [Архівовано 14 березня 2018 у Wayback Machine.]
7. Виставка Г.Марценюка «Панорама рідного краю», м. Вінниця, бібліотека № 11;
8. Пленер «Хмільник», м. Хмільник;
9. Майстер клас «Пінхол-фотографія», Тульчинське училище культури, м. Тульчин; [Архівовано 5 серпня 2019 у Wayback Machine.]
10. Виставка С. Мороза «Селфі», м. Вінниця, Турман-кафе;
11. Виставка К.Родигіна «Контрапункт», м. Вінниця, «Turman cofee house»;
12. Виставка О.Кібкало «Carton», кав'ярня «Monocle», м. Вінниця;
13. Фотобатл, фотоклуб «Обрій», м. Вінниця;

2019 рік
1. Виставка Олега Міхеєва «Обривки пам'яті», м. Вінниця, «Turman cofee house» на Грушевського
2. Презентація клубного каталогу, фотоклуб «Обрій», м. Вінниця;
3. Участь у фестивалі ленд-арту «Міфогенез», Скіфське городище, Вінницька обл.
4. Виставка-фотосушка проекту "День народження «Квартири 10», м. Вінниця, к-тр Мир, «Turman cofee house»
5. Виставка Олега Волощука «Пінхол», м. Вінниця, «Turman cofee house» на Грушевського
6. Виставка Фестивалю фотоклубів України, м. Вінниця, бібліотека-філія № 11; [Архівовано 30 травня 2019 у Wayback Machine.]
7. Клубна виставка, м. Одеса, клуб «Exit»;
8. Виставка «Pavlovka pinhole fest 2019», молодіжний центр «Квадтрат», м. Вінниця; [Архівовано 13 липня 2019 у Wayback Machine.] [Архівовано 18 липня 2019 у Wayback Machine.] [Архівовано 9 серпня 2020 у Wayback Machine.]
9. Виставка проектів на фестивалі «Гогольфест», м. Вінниця
10. Виставка пам'яті В. П. Смілянського, м. Вінниця, молодіжний центр «Квадрат»
11. Персональна виставка Сергія Мороза «Цукор Дада», м. Вінниця, бібліотека-філія № 11;

2020 рік
1. Пленер «Сталкери на руїнах ДПЗ», м. Вінниця, район ДПЗ;
2. Пленер «Борсків», с. Сутиски, с. Борсків, с. Ворошилівка, Тульчинський р-н, Вінницька обл;
3. Виставка Олега Волощука Пінхол-фотографі, м. Одеса, клуб «Вихід»; [Архівовано 26 січня 2020 у Wayback Machine.]
4. Клубна виставка «Короткометражні історії», Історичний музей, м. Жмеринка;Фестиваль «Міфогенез» на Скіфському городищі

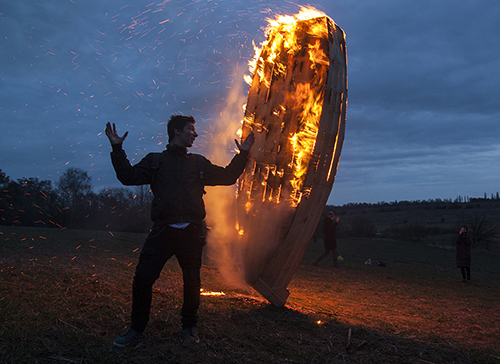
Фестиваль «Міфогенез» на Скіфському городищі

5. Пленер у Вороновиці. Музей космонавтики;
6. Пленер «Межибіж»;
7. Участь у фестивалі ленд-арту «Міфогенез», Скіфське городище, Вінницька обл.;
8. Пленер "ДПЗ-2"м. Вінниця, район ДПЗ;
9. Пленер «Дача у Петрику»;
10. Участь в акції «Пінхол-День»;
11. Пленер «Полювання за кометою», с. Рибаче;
12. Майстер-клас по аналоговій фотографії. Фотоклуб «Обрій». м. Вінниця;
13. Пленер «Тиврівський міст»;
14. Пленер «Буша»;
15. Пленер «Затока»;
16. KMYTIV PINHOLE WEEKEND; Житомирська обл., с.Кмитів, Кмитівський музей образотворчого мистецтва ім. Буханчука
17. Виставка В.Козловського «Множини». Вінницький обласний художній музей;

2021 рік
1. Фотопленер «Дашів»
2. Фотопленер «Стара Прилука» (Турбів)
3. Фестиваль ленд-арту «Міфогенез», Скіфське городище, Вінницька обл.
4. Фестиваль «Ticket to the Sun», м. Вінниця, територія колишнього Будинку відпочинку
5. Пленер «Водокачака», м. Козятин
6. Пленер «Печера»;
7. Виставка «Короткометражні історії»,  м. Вінниця, бібліотека-філія №11
8. Другий клубний фотоальбом

2022 рік
1. Пленер «Івано-Франківськ»;
2. Відкриття оновленої лабораторії плівкової фотографії в клубі;
3. Виставка плівкової фотографії спільноти «Шумить», м. Вінниця, кав'ярня «Синій кактус»
4. Виставка Сільвії Чекіної, м.Вінниця, виставкова зала Спілки художників;

2023 рік
1. Виставка Вадима Козловського «Квіти для Коцюбинського», м. Вінниця, музей М.Коцюбинського;
2. Пленер «Сабарів»;
3. Виставка фотопроект Сергія Мороза «Днюха», м. Вінниця, кав'ярня «Синій кактус»;

2024 рік
1. Третій клубний Фотоальбом;
2. Виставка «Календар пам'ятних дат» Вадима Козловського, м. Вінниця, обласний краєзнавчий музей;
3. Показ фотографій «Відтінок 80-х» Вадима Козловського; м. Вінниця, молодіжний центр «Квадрат»;